# Juli Àquila
Juli Àquila (en llatí Julius Aquila) va ser un cavaller romà del segle i aC.
Al front d'algunes cohorts va anar al Regne del Bòsfor per protegir el rei Cotis que havia rebut la sobirania dels romans després d'haver estat expulsat per Mitridates II del Bòsfor. El mateix any va obtenir la insígnia de pretor.